# Łańcut
Łańcut là một thị trấn thuộc huyện Łańcucki, tỉnh Podkarpackie ở đông-nam Ba Lan. Thị trấn có diện tích 19 km². Đến ngày 1 tháng 1 năm 2011, dân số của thị trấn là 18057 người và mật độ 930 người/km².